# 박금렬
박금렬(한국 한자: 朴錦烈, 1972년 5월 5일 ~ )은 대한민국의 전 축구 선수이며, 포지션은 미드필더였다.

## 참고 자료
- 삼일공고' 파주고에 완승..박금렬 감독-황재혁-정재혁 인터뷰
- 결승 진출 부경고 안선진-삼일공고 박금렬 감독 인터뷰